# Candice Boucher
Candice Boucher (n. 17 octombrie 1983) este un model sud-african. Ea a apărut în revistele: FHM, GQ, Cosmopolitan, Sports Illustrated și Elle. A apărut în campanii publicitare pentru Fila și Speed și este imaginea Intimissimi și Guess Jeans. A apărut într-un pictorial al revistei Playboy pe coperta acesteia în numărul din aprilie 2010.